# Kerkstraat 24 (Baarn)
Het herenhuis Kerkstraat 24 voor de Tweede Wereldoorlog ook wel Villa Henriette genoemd, is een gemeentelijk monument aan de Kerkstraat in Baarn in de provincie Utrecht.
Het pand uit het einde van de negentiende eeuw heeft een symmetrische voorgevel. Onder de ramen van de eerste verdieping zijn ruitvormen gemetseld. De geveltop in het midden van het pand is voorzien van houtsnijwerk. Tussen 1920 en 1930 woonde hier Anton Mussert in de tijd dat hij voor Provinciale Waterstaat van Utrecht werkte. De hekpijlers zijn van versierd gietijzer gemaakt.